# Gonomyia syrraxis
Gonomyia syrraxis är en tvåvingeart som beskrevs av Alexander 1955. Gonomyia syrraxis ingår i släktet Gonomyia och familjen småharkrankar.
Artens utbredningsområde är Madagaskar. Inga underarter finns listade i Catalogue of Life.